# 丽阳站 (安邦)
麗陽站是吉隆坡安邦線的其中一個車站。是安邦線計劃的第一期輕快鐵站，於1996年12月16日開幕。本站建造於马来联邦铁道局（FMSR）和马来亚铁道，连接吉隆坡、安邦和沙叻秀地區之廢棄鐵道上，90年代因实达轻快铁（STAR）的落实而在此路基上建造本站。

## 車站概要

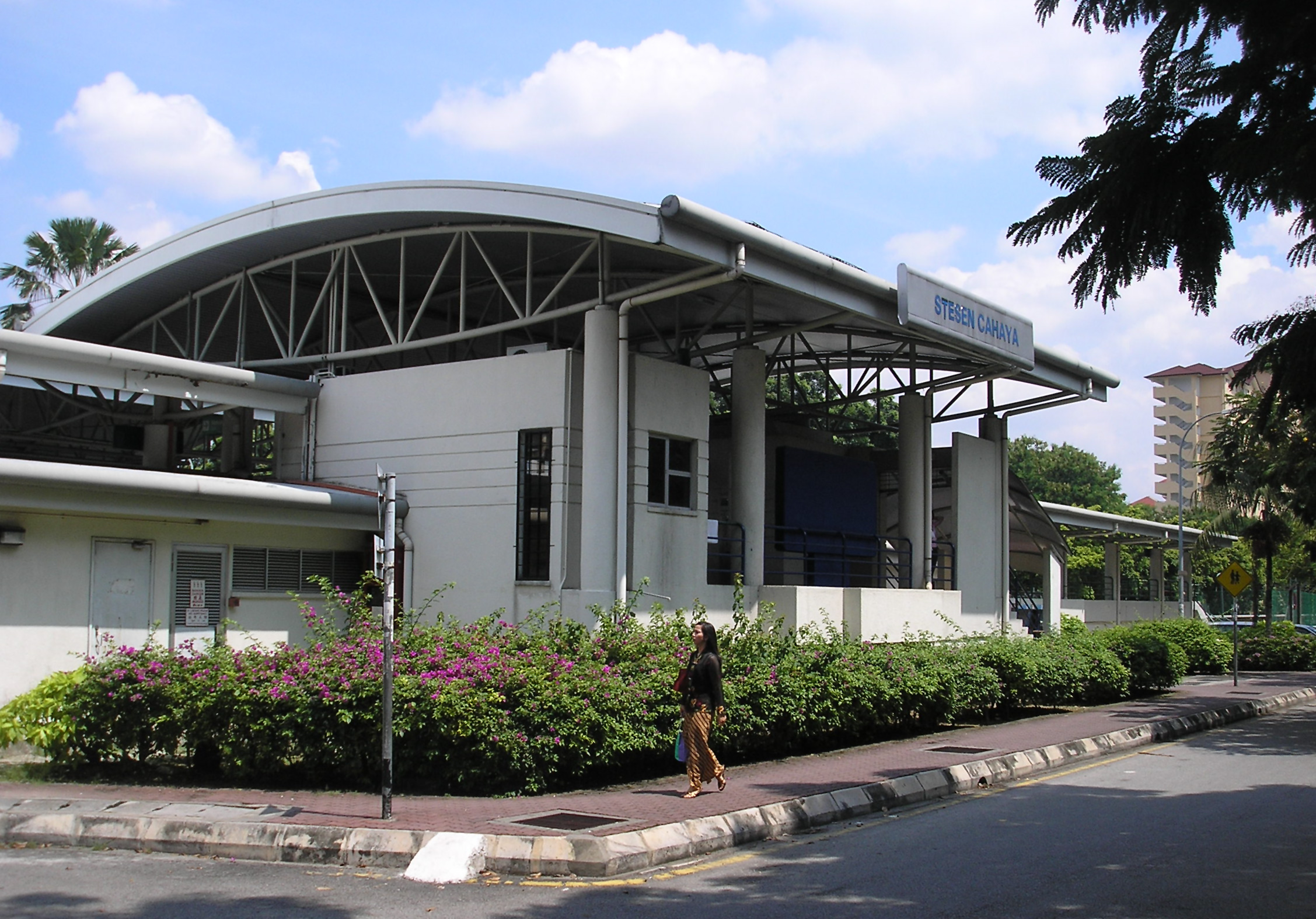
从南端望向丽阳站，车站下方是售票柜台而上方为站台

車站位在吉隆坡市郊安邦的麗陽花園（Taman Cahaya），車站代碼為AG17，站名取自所在地的名稱。
本站為一地面車站，共有兩個側式月台及兩個出入口，如同其他安邦線車站之情形，由於車站的建筑高度較低，無法將售票廳建在底層，所以兩邊的月臺都有各自的售票站，服務站和驗票閘門，通往兩個月台的連通口位在付費區外，因此對於走錯月臺的乘客帶來相當大的不便。在啟用初期，站內並無設置任何通道前往對象月台，乘客經過站外高架橋旁的人行道跨越鐵軌方能前往對象月台，2011年後國家基建公司方才在站外免付費區設置連同兩座月台之天橋。本站與千百家站之間的距離僅為470米，為安邦線最短站距。